# Любниця (Великопольське воєводство)
Любниця (пол. Lubnica, нім. Groß Hertzberg) — село в Польщі, у гміні Оконек Злотовського повіту Великопольського воєводства.
У 1975-1998 роках село належало до Пільського воєводства.